# Edremit (Balıkesir)

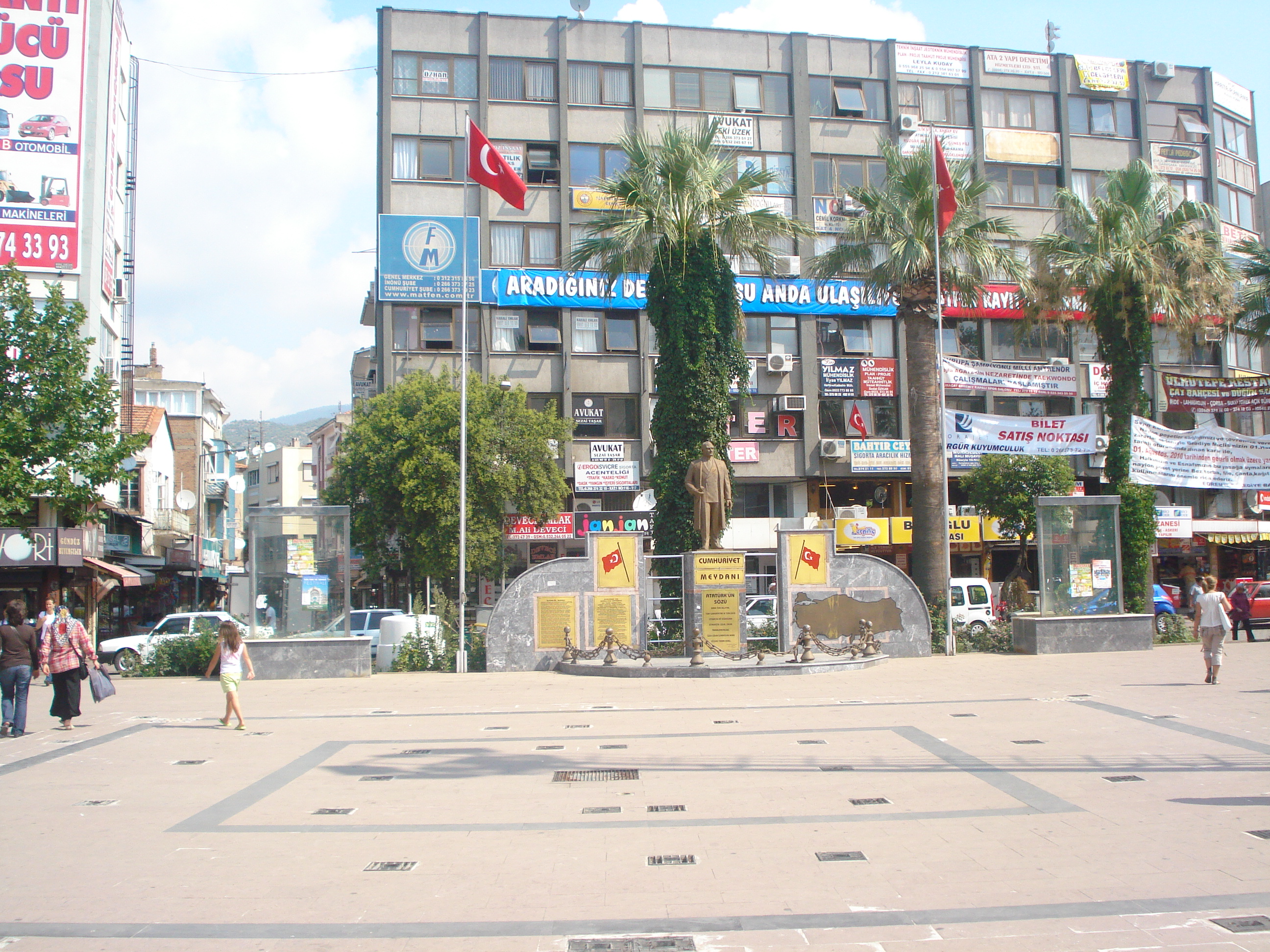
La centrale Piazza della Repubblica con il monumento ad Atatürk, nel luglio del 2010

Edremit è una città e un distretto della provincia di Balıkesir, nella Regione dell'Egeo della Turchia.

## Geografia fisica
Edremit è situata sulla parte più interna dell'omonimo golfo (Golfo di Edremit), con il centro abitato a pochi chilometri nell'entroterra, ed è un importante centro commerciale, insieme alle altre città che si trovano sullo stesso golfo (Ayvalık, Gömeç, Burhaniye e Havran). È anche uno dei maggiori centri distrettuali della provincia di Balıkesir. Il distretto di Edremit, soprattutto intorno al Kazdağı (monte Ida), è in gran parte coperto da foreste. Il sindaco del comune di Edremit è Selman Hasan Arslan, del CHP.

## Storia
La moderna città di Edremit prende il nome dall'antica città misia di Adramyttion ((EL) ) o Adramytteion ((EL) ), una città dell'Asia Minore sulla costa dell'Eolide situata nei pressi della vicina città moderna di Burhaniye.
I turcomanni Tahtacı, discendenti dell'esercito dello Scià Isma'il I, si stabilirono sulle montagne vicino a Edremit dopo la sconfitta nella battaglia di Chaldiran del 1514.
Nel 1819, Henry Alexander Scammell Dearborn riferì che Edremit era popolata solo da "pochi pescatori greci". Nel 1912, la città contava 6 200 abitanti, di cui 1200 greci. A quell'epoca, il distretto aveva 19 scuole greche e circa 600 alunni.
Nel maggio 1914, migliaia di rifugiati musulmani fuggiti dai Balcani arrivarono nella città di Edremit e iniziarono a saccheggiare i negozi e le case della comunità greca della città. Secondo Arnold J. Toynbee, il governo ottomano armò e organizzò i rifugiati. Molti greci trovarono rifugio nella chiesa della città prima di fuggire verso il porto, dove fu loro concesso di raggiungere la vicina isola di Lesbo. Nei mesi successivi i turchi continuarono a massacrare o a sfrattare i greci nei villaggi circostanti. L'esercito greco occupò la città il 19 giugno 1920, ma si ritirò alla fine di agosto del 1922 e tutti i greci rimasti fuggirono o vennero uccisi dall'esercito turco.

## Società

### Evoluzione demografica
In termini etno-culturali, la popolazione di Edremit è un misto di turchi balcanici e albanesi balcanici, discendenti di immigrati dai Balcani e dalle isole dell'Egeo, alcuni circassi, e inoltre turkmeni Tahtacı, che ancora oggi conservano le proprie tradizioni e il proprio stile di vita. Un museo etnografico privato nel villaggio di Tahtakuşlar è una delle rare istituzioni in Turchia dedicata alla cultura Tahtacı.

## Economia
L'economia di Edremit si basa in gran parte sulla produzione di olive e sul turismo. Edremit è conosciuta come la capitale delle olive della Turchia. Il Parco Nazionale del Kaz Dağı, che si estende intorno all'antico Monte Ida (citato nei poemi epici di Omero, come l'Iliade), si trova all'interno dei confini del distretto di Edremit ed è un'importante attrazione turistica con i suoi paesaggi naturali e una serie di piccoli villaggi pittoreschi intorno ad esso.